# Revenge of the Virgins
Revenge of the Virgins è un film del 1959 diretto da Peter Perry Jr..
È un western statunitense con Charles Veltmann Jr., Jodean Lawrence e Stanton Pritchard facente parte di un filone (di breve durata) degli anni 50 che si caratterizzava per la nudità presente in diverse scene.

## Produzione
Il film, diretto da Peter Perry Jr. su una sceneggiatura di Pete LaRoche e un soggetto di Edward D. Wood Jr., fu prodotto dallo stesso Perry Jr. per la Radio Voice of America.

## Distribuzione
Il film fu distribuito negli Stati Uniti dal al cinema dalla General Screen. È stato distribuito anche in Francia con il titolo La revange des vierges.